# 鹭无领平睾吸虫
鹭无领平睾吸虫（学名：Pittacium egrettus）为嗜眼科无领平睾属的动物。营寄生生活，终末宿主白鹭以及寄生在肠管。